# Blomsterflickan (skulptur)

Blomsterflickan är en skulptur i Ronneby gjuten i brons av Wilhelm Gieseke. Skulpturen finns placerad vid Heliga Kors kyrka och den så kallade Munktrappan ovanför Ronneby torg.

### Webbkällor
- Ronneby kommuns webbplats, Ronneby kommun Kulturenheten (2010), www.ronneby.se, hämtningsdatum 2014-02-11, pdf-format.